# Isarn (évêque de Grenoble)
Pour les articles homonymes, voir Isarn.
Isarn (Isarnus), mort vers ou peu après 976 (990 ?), est un évêque de Grenoble de la seconde moitié du Xe siècle. 

## Biographie

### Épiscopat
Isarn, dont les dates ne sont pas précisément connues, aurait été désigné évêque de Grenoble entre 950 et 976, selon René Poupardin (1901). Ulysse Chevalier, dans le Regeste dauphinois (1912), donne comme date indicative 949 (?) de son élection.
Il est « le dernier évêque de Grenoble [qui avait] été élu avec le consensus du roi » (de Bourgogne).
Sous son épiscopat, selon le préambule de la charte XVI (saint Hugues), il y aurait eu une expulsion des Sarrasins de Grenoble ou du Grésivaudan. Il serait, selon la tradition, à l'origine de la victoire de Chevalon, donnée pour l'année 965. Noël Didier (1936) souligne que le rôle réel d'Isarn « est mal connu. Il pourrait bien avoir pris part à l'expulsion des Sarrasins ; le préambule dit de lui qu'il arracha le pays à la nation païenne, et cette activité guerrière chez une évêque du Xe siècle ne serait pas surprenante ». Si Isarn n'est pas clairement le libérateur du territoire, il en est plus probablement le réorganisateur. Et en l'absence d'un comte, un seigneur laïc, il « devient le chef unique de la cité » (Didier). La rédaction du préambule de la charte XVI au XIIe siècle se plaçait notamment dans l'affirmation du pouvoir épiscopal face aux comtes Guigonides. L'affirmation de ce pouvoir se fait en réalité non sur l'ensemble des possessions du diocèse, mais « le pagus Gratianopolitanus au sens étroit », correspondant au Grésivaudan. 
Selon Didier (1936), il aurait pu faire venir d'ailleurs des populations, notamment des nobles pour repeupler les espaces qui avaient été abandonnés. Il semble ainsi abonder les analyses de Nicolas Chorier (1612-1692) et de Guy Allard (1635-1716) qui observaient les origines étrangères des familles Lombard ou encore Alleman, de même que les Aynard de Domène (Montaynard). Le Cartulaire de Grenoble (XLVI) mentionne la donation de deux manses à Rodolphe, qualifié de filleul (episcopus Isarnus Radulfo, avo meo, pro filiatico), et ancêtre des Aynard de Domène. Isnard semble donner des terres et des châteaux à ses familles.
Isarn fait la concession d'un champs dans « situé dans la villa et l'ager de Tullins, au comté de Grenoble » (acte du Regeste dauphinois).
Il est participe à une sentence, sans date (mais estimée entre 975/978), contre le seigneur Aicard/Aikard aux côtés de l'archevêque de Vienne, Thibaud, l'évêque de Genève, Giraud, et d'autres prélats,.

### Fin d'épiscopat et succession
Au-delà de l'année 976, Isarn ne semble plus mentionné. Son successeur, Humbert d'Albon, n'est mentionné qu'à partir de 994. Ce dernier est issu des Guigonides. Georges de Manteyer indiquait que son successeur n'avait accédé au siège épiscopal que peu de temps avant la mort du roi Conrad III, soit avant la date adoptée par la tradition du 19 octobre 993,. Bligny donne pour fin de son épiscopat v. 990